# Cour d'appel de Nouméa
La cour d'appel de Nouméa est une juridiction d'appel qui connaît des affaires venant des tribunaux des collectivités de Nouvelle-Calédonie et de Wallis-et-Futuna.
Le ressort territorial de cette cour d'appel couvrait initialement la colonie de Nouvelle-Calédonie et Dépendances, dotée d'une organisation judiciaire par un arrêté du 17 octobre 1862. 
Le décret du 8 août 1933 soumet pour sa part pour la première fois les Wallisiens et Futuniens au système judiciaire français dans certains cas, en les incluant dans la juridiction des tribunaux néo-calédoniens. Finalement, la loi du 29 juillet 1961 faisant de Wallis-et-Futuna un Territoire d'outre-mer (TOM) de la République française, institue par son article 5 « sur le territoire des îles Wallis-et-Futuna une juridiction de droit commun comprise dans le ressort de la cour d’appel de Nouméa et une juridiction de droit local », cette dernière n'ayant jamais été instaurée. La section détachée à Wallis-et-Futuna du tribunal de première instance de Nouméa est transformée en tribunal de première instance de Mata-Utu par un décret du 26 décembre 1983 tandis qu'un tribunal pour enfants est créé dans ces îles. 
Le palais de justice de Nouméa, après avoir siégé dans quatre bâtiments successifs de style colonial entre 1862 et 1960 (dont surtout dans l'hôtel Prache de 1888 à 1960, s'installe en février 1960 au lieu-dit de la « colline des Oliviers » (du nom des arbres qui y ont été plantés en 1901 par l'ingénieur agronome Charles Etesse), situé entre le boulevard extérieur et la route de l'Anse Vata, à la limite entre les quartiers du Faubourg Blanchot et du Quartier latin. Les services de la cour d'appel se sont installés en 2005 dans un nouveau bâtiment construit dans ce complexe.

## Tribunaux du ressort
| -                  | Deux tribunaux de première instance                                                 | Deux tribunaux du Travail | Un tribunal de commerce mixte |
| ------------------ | ----------------------------------------------------------------------------------- | ------------------------- | ----------------------------- |
| Nouvelle-Calédonie | - Nouméa + deux sections détachées : - Koné - Wé (Lifou, archipel des Îles Loyauté) | - Nouméa                  | - Nouméa                      |
| Wallis-et-Futuna   | - Mata-Utu                                                                          | - Mata-Utu                |                               |